# たび丸
たび丸とは、滋賀県草津市で主に活動する地域キャラクター。東海道と中山道の制定400年目の平成13～14年に行なわれた「草津宿場400年祭」を記念して生まれたキャラクターである。その後同市の観光PRのマスコットキャラクターとなる。
平成26年8月、草津市の公認マスコットキャラクターに格上げされ、
「草津市公認マスコットキャラクター」として草津市をPRしている。

## プロフィール
平成13〜14年に行われた「草津宿場400年祭」（東海道と中山道の制定400年を祝う祭り）を記念して生まれたキャラクター。
誕生日は平成13年8月24日。「草津市観光マスコットキャラクター」として市内で愛されてきたが、2014年8月、草津市の公認マスコットキャラクターに格上げされ、
草津市のトップ営業マンとして期待を一身に背負っている。
草津温泉（群馬県）と間違われやすい事から、
「滋賀県草津市公認マスコットキャラクター」と表記する場合もある。

## これまでの活動

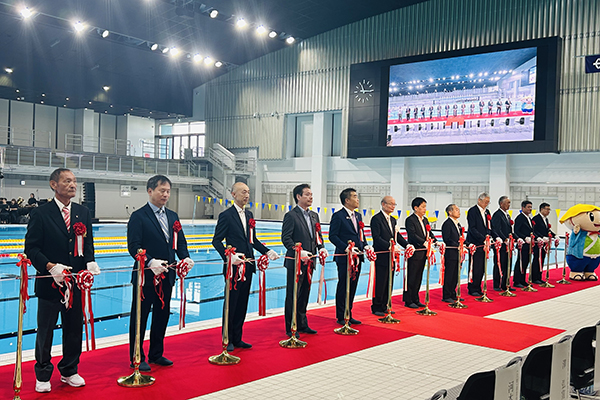
草津市立プールのテープカットに参加したたび丸（写真右端）

- JR草津駅前に誕生した、ナチュラルガーデンゾーン「niwa+(ニワタス)」完成記念式典に参加。
- 「草津水産まつり2014」に参加

その他、草津市が関係するイベントや、地元企業のイベント等に参加している。